# Trout Lake (Troutlake River)
der Trout Lake (Lake trout ist die engl. Bezeichnung für den Amerikanischen Seesaibling) ist ein See im Kenora District der kanadischen Provinz Ontario.
Der See hat eine Wasserfläche von 368 km² sowie eine Gesamtfläche einschließlich Inseln von 413 km². Er liegt 200 km östlich des Winnipegsees sowie 55 km nördlich von Lac Seul. Der Trout Lake wird in südlicher Richtung vom Troutlake River zum Pakwash Lake entwässert, welcher vom Chukuni River, einem rechten Nebenfluss des English River, durchflossen wird. Somit gehört der See zum Einzugsgebiet des Winnipeg River und damit auch des Nelson River.
Die Trout Lake Provincial Nature Reserve umfasst das Westufer des Sees.

## Seefauna
Der abgelegene See wird üblicherweise per Wasserflugzeug erreicht. Typische Fischarten im See sind Glasaugenbarsch, Hecht und Amerikanischer Seesaibling.